# Saint-Georges-de-Commiers
Saint-Georges-de-Commiers là một xã của tỉnh Isère, thuộc vùng Rhône-Alpes, đông nam nước Pháp.